# The Daltons Ride Again
The Daltons Ride Again es una película western estadounidense de 1945 dirigida por Ray Taylor  y protagonizada por Alan Curtis, Lon Chaney Jr., Kent Taylor y Noah Beery Jr.  La película fue realizada por Universal Pictures  y el reparto secundario incluye a Milburn Stone ("Doc" en la serie de televisión posterior Gunsmoke) y Douglas Dumbrille.

## Elenco
- Alan Curtis como Emmett Dalton, un hermano
- Lon Chaney Jr. como Grat Dalton, un hermano
- Kent Taylor como Bob Dalton, un hermano
- Noah Beery Jr. como Ben Dalton, un hermano
- Martha O'Driscoll como Mary Bohannon, la novia de Emmett
- Jess Barker como Jeff Colton
- Thomas Gomez como el 'Profesor' JK McKenna, el borracho del pueblo
- John Litel como Mitchael J. "Mike" Bohannon, el editor del periódico
- Milburn Stone como Parker W. Graham, un desarrollador inmobiliario y un chico malo
- Walter Sande como Wilkins/el chico malo
- Douglass Dumbrille como el sheriff Hoskins
- Stanley Andrews como Tex Walters, el amigo de los Dalton.

## Recepción de la crítica
El crítico John Howard Reid lo llamó "una pequeña y atractiva película de suspense con buenas actuaciones y un tiroteo violento y agradable como clímax". 